# 2011 en Papouasie-Nouvelle-Guinée
Cet article présente les faits marquants de l'année 2011 en Papouasie-Nouvelle-Guinée.

## Évènements
- Jeudi 10 mars 2011 : séisme de magnitude 6,6 sur l'île de Nouvelle-Bretagne. L'épicentre s'est situé dans une zone difficile d'accès, à 27 km au nord-est de la petite ville de Kandrian.

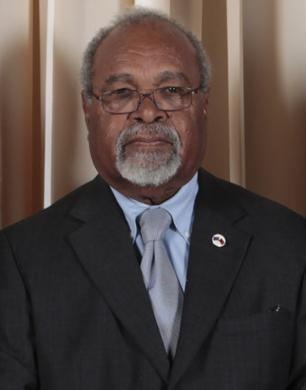
Michael Somare, « père de la nation » de Papouasie-Nouvelle-Guinée.

- début avril : Michael Somare, premier ministre et « père de la nation », est hospitalisé pour une opération cardiaque à Singapour[1]. Il demeure plusieurs mois en soins intensifs[2].
- Lundi 13 juin 2011 : découverte du cadavre d'une femme dans les jardins du domicile du premier ministre par intérim Sam Abal. Son fils Teo est arrêté par la police deux jours plus tard[3],[4].
- Mardi 28 juin 2011 : la famille de Michael Somare annonce sa démission, déclarant qu'il ne pourra pas reprendre ses fonctions de premier ministre à sa sortie de l'hôpital[5].
- Mardi 2 août 2011 : Sam Abal, premier ministre par intérim, est renversé par une motion de confiance parlementaire ; Peter O'Neill lui succède[6].
- 13 octobre : un avion civil Dash 8 de la compagnie Airlines PNG s'écrase une trentaine de kilomètres au sud de Madang, en Papouasie-Nouvelle-Guinée. Il y a vingt-huit morts parmi les trente-et-une personnes à bord. Le pilote, qui se trouve parmi les trois survivants, explique qu'en réponse à un moteur défaillant et émettant de la fumée, il avait tenté un atterrissage d'urgence. Le premier ministre Peter O'Neill annule des visites officielles à l'étranger pour se rendre sur les lieux du drame, et déplore l'accident aérien le plus meurtrier de l'histoire du pays[7],[8],[9].